# 中谷昇
中谷 昇（なかたに のぼる、1969年1月29日 - ）は、日本の警察官僚、経営者。
国際刑事警察機構シンガポール総局（INTERPOL Global Complex for Innovation）初代局長。2019年4月1日からヤフー株式会社執行役員、2020年3月2日からトレンドマイクロ株式会社顧問、2020年10月1日からZホールディングス株式会社常務執行役員、Group Chief Trust & Safety Officerに就任。他に、一般社団法人日本IT団体連盟専務理事、一般社団法人セーファーインターネット協会副会長、一般財団法人日本サイバー犯罪対策センター理事も務めている。

## 経歴
神奈川県横浜市出身。1991年慶應義塾大学法学部を卒業後、1年間の銀行勤務を経て1993年に警察庁入庁。
神奈川県警察本部警備部外事課長、国家公安委員会補佐官、警察庁生活安全局情報技術犯罪対策課課長補佐を経て、国際刑事警察機構（ICPO、インターポール）へ。
インターポールで経済ハイテク犯罪対策課長（2007年-2008年）、ITシステム局長兼CISO（2008年-2011年）を歴任後、国際組織犯罪対策官（2011年-2012年）として警察庁に戻る。
インターポールがサイバー犯罪対策の拠点としてINTERPOL Global Complex for Innovation（IGCI）をシンガポールに設置することを決めるとその初代総局長（Executive Director）として再度インターポールへ赴任（2012年-2018年）。
6年間のIGCI総局長勤務後、国際課長（2018年）として警察庁へ復帰。同年、インターポール執行委員に就任。2019年3月に退官し、4月よりヤフー株式会社執行役員として政策企画統括本部長を務め、サイバーセキュリティを管掌している。6月より、一般社団法人日本IT団体連盟の専務理事、7月より一般財団法人日本サイバー犯罪対策センター理事も務めている。また同年に、経済産業省所管の「Society 5.0時代を見据えたプライバシー保護の在り方検討会」委員、金融庁の「決済高度化官民推進会議」ならびに「決済法制及び金融サービス仲介法制に関するワーキング・グループ」委員に就任。2020年3月よりトレンドマイクロ株式会社顧問、2020年10月1日からZホールディングス株式会社常務執行役員、Group Chief Trust & Safety Officerに就任。Zホールディングス株式会社政策戦略統括部長も兼務している。

## サイバーセキュリティとの関わり
2004年、警察庁の情報技術犯罪対策課に配属された後、サイバー犯罪を中心に扱うようになる。
2007年、警察庁からフランス南西部リヨンに本部を置くインターポールへ出向。フランス本部のサイバー犯罪対策チームを率いて、当時欧州の金融機関をターゲットにしたフィッシング詐欺対策の官民連携を進めた。また、同年国際電気通信連合（ITU）が始めた、サイバーセキュリティ分野における信頼と安全の強化を目的とした国際的連携の枠組み「Global Cybersecurity Agenda（GCA）」に法執行機関の専門家として参加（2007-2008年）してサイバーセキュリティの「組織戦略」分野を担当した。
出向期間中にインターポールが大規模なサイバー攻撃の標的になる事件が発生した際、サイバー攻撃に対するインターポールのITシステムの脆弱さについて報告書をまとめ、当時のロナルド・ノーブル事務総長に提言。その行動力が評価され、後にIT部門の局長に抜擢されるきっかけとなった。
2011年に一度警察庁に戻った後、2012年からシンガポールにてインターポールのサイバー犯罪対策拠点、IGCI（INTERPOL Global Complex for Innovation）をゼロから創設するために再度インターポールへ。IGCIはインターポール加盟国（当時190カ国）が世界規模のサイバー脅威の最新情報を共有する拠点として知られている。IGCIの初代総局長として、世界20カ国・地域から集う警察官約30人を含む総勢100人のスタッフ（当時）を指揮。”Innovation in Policing” を掲げ、IGCIをサイバー犯罪のみならずテロや環境犯罪等国際的な警察協力が不可欠な組織犯罪対策の拠点に発展させた。
2018年帰国後、警察庁長官官房国際課長、インターポール執行委員に就任。2019年4月、ヤフー株式会社に入社後、サイバーセキュリティ管掌の執行役員として、社内のセキュリティ体制の強化を図る。また、日本最大級のIT業界団体である日本IT団体連盟の専務理事として、サイバーセキュリティ委員会新設にも従事。2019年、「GCA活用のガイドライン」開発メンバーとして再度ITUから招聘され、2020年に「組織戦略」のガイドラインを策定。2020年3月より、世界の情報セキュリティ市場をリードするトレンドマイクロ株式会社の顧問を兼務する。

## 経歴
- 1993年 - 警察庁入庁
- 1994年 - 警察庁警備局外事課係長
- 1995年 - 警察庁長官官房総務課係長
- 1997年 - 米国ヴァンダービルト大学・公共政策センター日米研究所客員研究員
- 1998年 - 神奈川県警察本部外事課長
- 2001年 - 国家公安委員会補佐官
- 2002年 - 警察庁生活安全局少年課課長補佐
- 2003年 - 文部科学省初等中等教育局児童生徒課課長補佐
- 2004年 - 警察庁生活安全局情報技術犯罪対策課課長補佐
- 2007年 - 国際刑事警察機構事務総局経済ハイテク犯罪課長（フランス）
- 2008年 - 国際刑事警察機構事務総局情報システム・技術局長（フランス）
- 2011年 - 警察庁刑事局組織犯罪対策部国際組織犯罪対策官
- 2012年 - INTERPOL Global Complex for Innovation（IGCI）総局長（シンガポール）
- 2018年 - 警察庁長官官房国際課長
- 2018年 - インターポール執行委員 就任

- 2019年
  - 3月　 警察庁退官
  - 4月　 ヤフー株式会社　執行役員
  - 6月    一般社団法人日本IT団体連盟　専務理事
  - 7月　 一般財団法人日本サイバー犯罪対策センター　理事　
  - 10月  Zホールディングス株式会社　執行役員
- 2020年
  - 3月　トレンドマイクロ株式会社　顧問
  - 4月　Zホールディングス株式会社　グループ最高情報セキュリティ責任者
  - 10月 Zホールディングス株式会社　常務執行役員、Group Chief Trust & Safety Officer

## 著書
- 『超入門 デジタルセキュリティ』 講談社＋α新書 2022年1月、ISBN 978-4065267530